# Charles Fox Parham
Charles Fox Parham (4 de junio de 1873 - 29 de enero de 1929) fue un predicador y evangelista estadounidense. Junto con William J. Seymour, fue una de las dos figuras centrales en el desarrollo y la difusión temprana del pentecostalismo.
Fue Parham quien asoció la glosolalia o creencia en el don de lenguas con el bautismo en el Espíritu Santo, una interpretación del libro de los Hechos capítulo 2.
Las ideas de Parham siguen provocando controversia, especialmente en cuanto a sus actitudes y creencias sobre la raza, porque invitaba tanto a afroestadounidenses como a mexicano-estadounidense a unirse a su nuevo movimiento.
Parham fue el primer predicador en formular la doctrina distintiva del pentecostalismo de lenguas, y amplió el movimiento. Goff sostiene que Parham fue formado por la cultura de frontera de Kansas, que incorporó un evangelicalismo que prosperó entre el pueblo. Parham utilizó ideas teológicas contemporáneas para crear un mensaje que dirigió enfocado en las  necesidades  de las personas profundamente religiosas pero económicamente pobres de Kansas.
Se casó con Sarah Thistlewaite, hija de un cuáquero. Y, su compromiso evangélico, lo hizo en el verano de 1896.

## Obra
- A Voice Crying in the Wilderness (Baxter Springs, KS: Apostolic Faith Bible College, 1902)

- The Everlasting Gospel (Baxter Springs, KS: Apostolic Faith Bible College, 1911)

- Selected Sermons of the Late Charles F. Parham, ed. Sarah E. Parham (Baxter Springs, KS: Apostolic Faith Bible College, 1941)